# Alwar (Armenia)
Alwar – wieś w Armenii, w prowincji Szirak. W 2011 roku liczyła 140 mieszkańców.